# Metatron

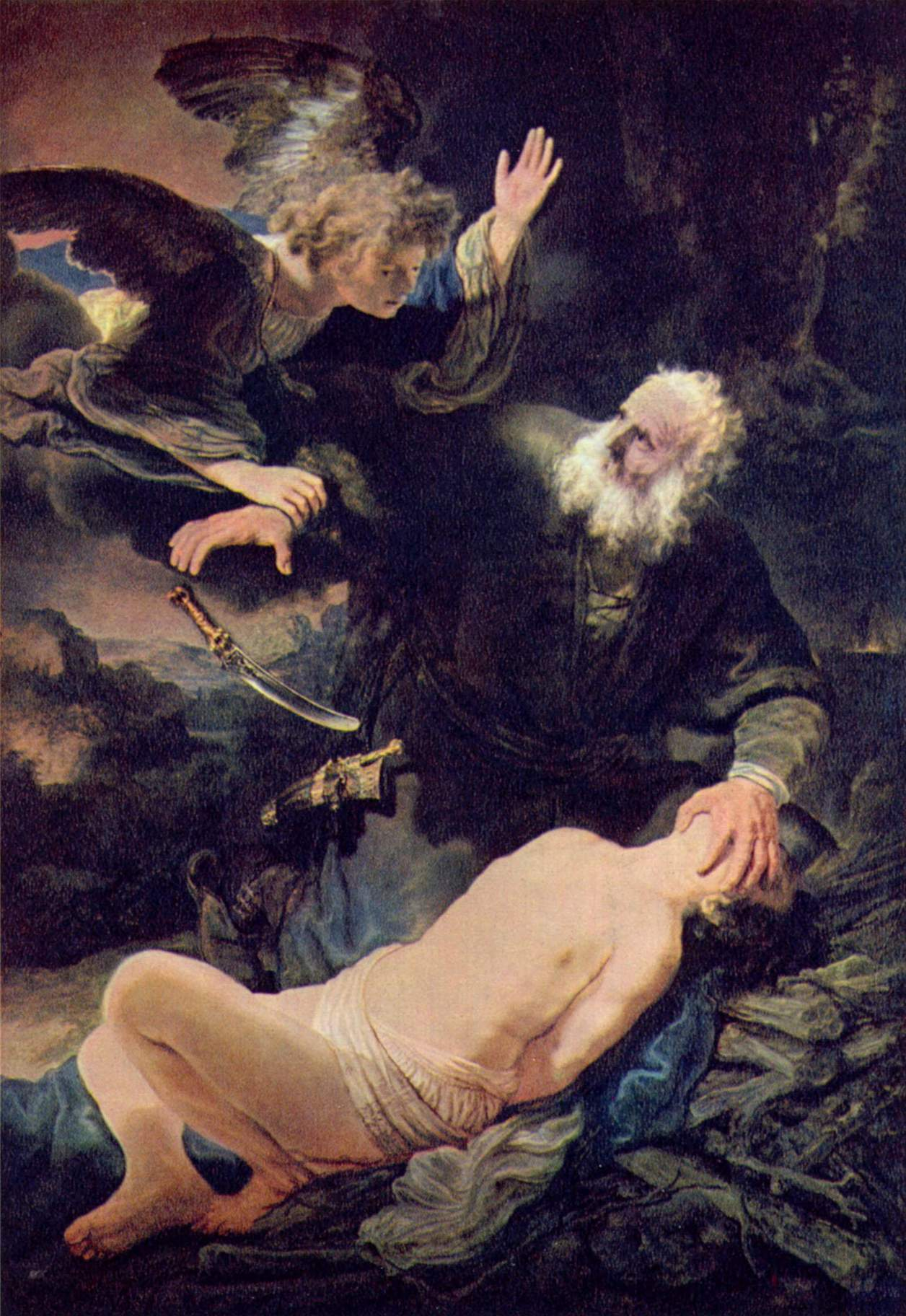
Enligt vissa källor stoppade Metatron Abrahams hand just när han var redo att offra Isak. Målning av Rembrandt 1635

Metatron är en ängel inom judendomen och vissa grenar av kristendomen.
Metatron är även kallad "Guds röst" och är ängeln vilken Gud talar igenom.